# کمال‌الدین بنایی
کمال‌الدین شیرعلی بنایی حالی هروی با نام اصلی علی بن محمد معمار بنایی (درگذشتهٔ ۸۹۱ خ./۹۱۸ ق) از شاعران و قصیده‌سرایان توانای سده نهم خورشیدی (اواخر سده نهم و اوایل سده دهم قمری) است. وی در طول زندگی دو تخلص شاعری برگزیده است؛ یکبار دیوانی با تخلص «بنایی» سروده‌است و در پایان زندگی نیز با تخلص «حالی» به پاسخگویی برخی از غزل‌های سعدی و حافظ پرداخته‌است. اما بیشتر او را با نام «بنایی» می‌شناسند.

## اوایل زندگی در هرات
«کمال‌الدین شیرعلی» در سده نهم خورشیدی در هرات به دنیا آمد. نام پدر او بنا به گفته خواندمیر، «استاد محمد سبز معمار» بوده‌است و دلیل تخلص بنایی نیز به خاطر پیشه پدر بوده‌است. بنایی از ابتدای جوانی به فراگرفتن دانش سرگرم شد و به خاطر توانایی ذهنی‌اش به دانش‌های عقلی و نقلی آگاهی یافت.
او از فرزانگان روزگار خود بود و به خاطر خوش‌فکری و نکته‌سنجی به شعر روی آورد و در خوشنویسی و موسیقی نیز هنرمندی توانا بود. بنایی فردی شوخ‌طبع و خوش‌بیان بود و این لطیفه‌گویی باعث رنجیدن برخی - مانند علیشیر نوایی - می‌شد. علیشیر نوایی دربارهٔ بنایی گفته‌است: «مولانا بنایی از اواسط‌الناس است و مولدش شهر هرات است و قابل است … چون بی‌پیر بود و کار بسر خود کرد، فایده‌ای به او نرسید و از طعن مردم در هری (هرات) نتوانست بود. به عراق رفت و از آن دیار اخبارش به همین‌طور آمد. چون جوان است و مقبل و شکستگی غربت دید، امید است که به نفس او هم شکست رسیده باشد».

## رفتن از خراسان به فارس
بنایی به خاطر همین دشمنی‌ها خراسان را رها کرد و به فارس و عراق عجم رهسپار شد؛ و شعری که در اینباره سروده‌است مشخص می‌کند که رفتن او از هرات با میل خودش نبوده‌است:
| کز خراسان بخت بد بر رفتنم آمد دلیل |  | راست چون آدم که ابلیس اش برون کرد از جنان |

بنایی در شیراز مرید شیخ شمس‌الدین محمد لاهیجی نوربخشی - پیشوای صوفیان نوربخشیه در فارس - شد و او را در اشعارش ستایش گفت. قاضی نوراللّه در اینباره قصیده‌ای با مطلع زیر از بنایی نقل کرده‌است:
| ای بی‌گمان نهاده بر اعیان داد و دین |  | هر خشت آستان تو، آینه یقین |

## در آذربایجان
بعداً بنایی از مردم فارس دلگیر می‌شود و قصیده‌ای بلند در نکوهش آنها می‌سراید و آنجا را ترک می‌کند. چون در فارس نیز مانند خراسان دچار دشمنان می‌شود، همینکه که دعوتنامه‌ای به دستش می‌رسد به تبریز و پیش سلطان یعقوب آق‌قویونلو (۸۷۰-۸۵۷ خ.) می‌رود و در درگاه او مقامی بلندمرتبه می‌یابد و منظومهٔ بهرام و بهروز را به نام او می‌سراید و تا پایان عمر او در آذربایجان به سر می‌برد و در همان حال به ستایش فرخ یسار شروانشاه نیز می‌پردارد. هنگامی که در سال ۸۷۰ خ. سلطان یعقوب و یوسف میرزا آق‌قویونلو در قشلاق قره‌باغ درگذشتند، بنایی ترجیع‌بندی شیوا در مرثیهٔ آنها می‌سازد با این ترجیع:
| نه از یوسف نشان آمد، نه از یعقوب آثاری |  | عزیزان یوسف ار گم شد چه شد یعقوب را باری |

## بازگشت به خراسان و رفتن به ماوراءالنهر
بنایی پس از این رخداد در تاریخ نامعلومی به هرات بازمی‌گردد. چون تذکره‌نویسان نوشته‌اند که پس از بازگشت به هرات باز میان او و علیشیر نوایی اختلاف افتاد، پس این بازگشت باید پیش از سال ۸۷۹ خ. (۹۰۶ ق) یعنی سال مرگ نوایی باشد. او باز هم به خاطر این دشمنی‌ها به ماوراءالنهر می‌گریزد و در دستگاه سلطان احمد میرزا پسر سلطان ابوسعید تیموری جاه و مقام می‌یابد.

## مرگ
بنایی بعداً به خدمت شیبک خان ازبک می‌شتابد و با او به خراسان می‌آید. اما در سال ۸۸۹ خ. (۹۱۶ ق) شیبک خان به دست شاه اسماعیل یکم صفوی کشته می‌شود و بنایی همراه تیمور سلطان - پسر شیبک خان - به ماوراءالنهر می‌گریزد. در پاییز ۸۹۱، نجم ثانی فرمانده سپاه قزلباش ایران به ماوراءالنهر یورش می‌برد و بنایی در کشتارهای آن نواحی جان خود را از دست می‌دهد.

## دیوان
دیوان بنایی شمال دو دفتر است؛ یکی با تخلص «بنایی» که دارای قصیده‌ها، غزل‌ها، مقطع‌ها و رباعی‌ها است؛ و دفتر دیگری با تخلص «حالی» در پایان عمر سراییده‌است که در آن غزل‌های سعدی و حافظ را پاسخ گفته‌است. تقی‌الدین این دو دفتر را دیده‌است و اولی را دارای شش هزار بیت و دومی را حاوی سه هزار بیت گفته‌است. به جز این بنایی، منظومه‌های باغ ارم یا بهرام و بهروز را به نام سلطان یعقوب آق‌قویونلو ساخته‌است و مثنوی دیگری هم به نام شیبک خان و فتوحات وی پرداخته‌است که با حساب دو دفتر یادشده، اشعار او حدود ۹ هزار بیت است.

## جایگاه و سخن بنایی
بنایی را سخن‌شناسان پس از او «اشعر شعرای خراسان» دانسته‌اند. او از تواناترین شاعران عصر خود است که مانند استادان پیشین، شاعری را با آموختن مقدمات علوم و فنون گوناگون آغاز کرده بود و نبوغ فکری را با توانایی ذوق و قریحه همراه کرده بود. یکدستی سخن و کوشش در داشتن تعبیرها و تشبیه‌های مبتنی بر اطلاعات گوناگون علمی و ادبی او را مانند گویندگان نامدار سده‌های پنجم و ششم می‌سازد.
با این همه، بنایی در شعر خود ضعفها و مسامحه‌هایی زبانی دارد که به انحطاط زبان فارسی در عصر او بازمی‌گردد. او بیشتر قصیده‌سرایی تواناست که البته غزل‌های خوبی نیز گفته‌است و برخی از غزل‌هایش که به استقبال از دو استاد سخن شیراز گفته‌است، خالی از شور و زیبایی نیست. غزل‌های وی از نوع عاشقانه-عارفانه هستند.

## نمونه اشعار
| باز عروس چمن جلوه‌گری ساخت کار         |  | ورنه عروسانه چیست گل زده گرد عذار |
| گر نفگنده است گل عکس در آب از چه روست |  | گاه تماشا در آب دیدهٔ بلبل چهار    |
| نوبت آن شد که باز از عمل نامیه        |  | نقش گل آید برون از پی صوت هزار    |
| طفل شکوفه که باد، از سر دوش درخت      |  | افکندش بر زمین، جوی نهد بر کنار   |
| شاخ گل زرد دید نرگس و یک غنچه کند     |  | تا بسر ناخنش باز کند طفل‌وار       |
| دست عروس چنار بر لب جو شد دراز        |  | رفت ز عکس هلال در تک آبش سوار     |